# Stelling van Vinogradov
In de getaltheorie, een deelgebied van de wiskunde, zegt de stelling van Vinogradov dat elk voldoende groot oneven geheel getal geschreven kan worden als een som van drie priemgetallen. De stelling is een zwakke vorm van het vermoeden van Goldbach dat het bestaan van een dergelijke representatie voor alle oneven getallen groter dan 5 uitspreekt. De stelling is genoemd naar Ivan Vinogradov, die deze stelling in de jaren 1930 bewees. De volledige stelling van Vinogradov impliceert asymptotische grenzen voor het aantal representaties van een oneven getal als een som van drie priemgetallen.

## Stelling
Laat {\displaystyle r(N)} het aantal voorstellingen zijn van het natuurlijke getal {\displaystyle N} als som van 3 priemgetallen. Dan is
{\displaystyle r(N)={\frac {N^{2}}{2{(\log N)}^{3}}}G(N)+O\left({\frac {N^{2}}{{(\log N)}^{4}}}\right)}
waarin
{\displaystyle G(N)=\left(\prod _{p\,\mid \,N}\left(1-{1 \over {\left(p-1\right)}^{2}}\right)\right)\left(\prod _{p\,\nmid \,N}\left(1+{1 \over {\left(p-1\right)}^{3}}\right)\right)}
(Merk op dat het linkerproduct over de priemdelers van {\displaystyle N} loopt, en het rechterproduct over de overige priemgetallen).

## Consequenties
Voor even {\displaystyle N} is {\displaystyle G(N)} ongeveer gelijk aan 1, dus {\displaystyle N^{2}\ll r(N)} voor {\displaystyle N} groot genoeg. Door te laten zien dat de bijdrage aan {\displaystyle r(N)} door goede priemmachten gelijk is aan {\displaystyle O{\big (}N^{3 \over 2}(\log N)^{2}{\big )}}, ziet men dat 
{\displaystyle {\frac {N^{2}}{(\log N)^{3}}}\ll {\hbox{aantal manieren waarop N geschreven kan worden als een som van drie priemgetallen}}}
Dit betekent in het bijzonder dat enig voldoende groot oneven geheel getal kan worden geschreven als een som van drie priemgetallen, daarmee aantonend dat het zwakke vermoeden van Goldbach, met uitzondering van een eindig aantal gevallen, waar is. In 2013 is dit zwakke vermoeden voor alle oneven getallen groter dan 5 bewezen door de Peruaanse wiskundige Harald Helfgott.